# Casta est quam nemo rogavit
La locuzione latina Casta est, quam nemo rogavit, tradotta letteralmente, significa È casta la donna che nessuno ha richiesto (Ovidio, Amores, 1, 8, 43).

## Significato
La frase esprime una pessimistica visione della capacità delle donne di gestire sé stesse, e probabilmente espressione deriva dalle pessime esperienze in campo amoroso del poeta latino.
In italiano si ricorda il proverbio, più icastico e incisivo della traduzione proposta, "Onesta perché brutta".